# Jelena Zamolodčikova
Jelena Mihailovna Zamolodčikova (rusko Еле́на Миха́йловна Замоло́дчикова), ruska telovadka, * 19. september 1982, Moskva.
Zamolodčikova je ena uspešnejših telovadk vseh časov. V dveh nastopih na olimpijskih igrah je osvojila dve zlati ter po eno srebrno in bronasto medaljo. Na svetovnih prvenstvih je osvojila dve zlati, tri srebrne in dve bronasti medalji, na evropskih prvenstvih pa dve zlati, štiri srebrne in tri bronaste medalje. 